# Magdalena Śliwa
Magdalena Joanna Śliwa z d. Szryniawska (ur. 17 listopada 1969 w Makowie Podhalańskim) – polska siatkarka, reprezentantka kraju w latach 1990–2007. Rekordzistka pod względem liczby rozegranych meczów w reprezentacji (359). Asystentka trenera reprezentacji Polski kobiet w siatkówce, Marco Bonitty. 
W 2015 roku zakończyła karierę siatkarską. Od lutego 2017 trenerka MKS-u Dąbrowa Górnicza. Od 2019 trenerka TS Wisła Kraków. Od sezonu 2022/23 trenerka drużyny siatkówki Salezjańskiej Organizacji Sportowej Salos Kraków. Jest również członkinią Komisji Siatkówki Kobiecej PZPS.

## Kariera
359-krotna reprezentantka Polski w drużynie narodowej debiutowała 14 stycznia 1990 roku w meczu przeciwko ówczesnej Czechosłowacji. Spotkanie rozegrane zostało w Pilźnie w ramach kwalifikacji do mistrzostw świata. Podopieczne trenera Edwarda Superlaka przegrały w pięciu setach. W swojej pierwszej dużej imprezie zagrała rok później, zajmując z reprezentacją 9. miejsce na mistrzostwach Europy. W latach dziewięćdziesiątych jeszcze trzykrotnie brała udział w czempionacie Starego Kontynentu.
Po dwóch sezonach rozbratu z kadrą wróciła do niej w 2002 roku, by zagrać na mistrzostwach świata. Jednak największe sukcesy odniosła dopiero w 2003 roku, kiedy z drużyną prowadzoną przez Andrzeja Niemczyka wywalczyła awans do World Grand Prix, a następnie złoty medal ME, na których została wybrana najlepszą rozgrywającą turnieju. Dwa lata później wraz z koleżankami powtórzyła ten sukces. W 2007 roku przez kilka miesięcy była asystentem trenera reprezentacji, Marco Bonitty. Swoje ostatnie mecze w biało-czerwonych barwach rozegrała w 2007 roku podczas rozgrywanego w Japonii Pucharu Świata.
Wychowanka Wisły Kraków, występowała w swoim macierzystym klubie do 1992 roku, zdobywając m.in. wicemistrzostwo Polski (1989/1990). Na krajowych parkietach największe sukcesy odnosiła jednak z Chemikiem Police, z którym dwukrotnie stanęła na najwyższym stopniu podium ligowych rozgrywek, trzykrotnie sięgnęła po Puchar Polski oraz zdobyła brązowy medal Pucharu Zdobywców Pucharów. W 1998 roku zdecydowała się na wyjazd do ligi włoskiej, w której przez trzy pierwsze sezony występowała razem z Dorotą Świeniewicz w Desparze Perugia. W 1999 roku z klubem ze stolicy Umbrii zdobyła Puchar Włoch, a rok później PZP. W 2002 roku z Foppapedretti Bergamo wywalczyła „Scudetto” oraz drugie miejsce w rozgrywkach Ligi Mistrzyń, po czym zdecydowała się powrócić do Polski, by z BKS-em Bielsko-Biała wywalczyć trzeci w karierze tytuł mistrzyni Polski. Trzy kolejne sezony jednak znów spędziła we włoskiej Serie A, a jej największym sukcesem był srebrny medal wywalczony z Monte Schiavo Jesi w Pucharze CEV w 2004 roku.
Na Półwyspie Apenińskim Śliwa współpracowała między innymi z takimi trenerami jak Massimo Barbolini czy Giuseppe Cuccarini, a jej koleżankami z drużyny było wiele medalistek igrzysk olimpijskich czy mistrzostw świata, m.in. Regla Torres, Taismary Agüero, Mirka Francia, Regla Bell, Prikeba Phipps, Logan Tom, Tara Cross-Battle, Anna Vania Mello, Elisa Togut czy Eleonora Lo Bianco.  
W 2006 roku Magdalena zdecydowała się na powrót do Polski – przez dwa sezony występowała w 1. lidze, jako zawodniczka Wisły Kraków. Do najwyższej klasy rozgrywkowej wróciła w 2008 roku jako siatkarka zespołu z Dąbrowy Górniczej. W sezonie 2010/2011 wraz z córką Izabelą reprezentowała barwy PGE Atomu Trefla Sopot, z którym wywalczyły srebrny medal mistrzostw Polski.
W 2015 roku 46-letnia Magdalena Śliwa zakończyła karierę siatkarską i objęła funkcję asystenta trenera MKS-u Dąbrowy Górniczej, Juana Serramalery.  W lutym 2017 została I trenerem zespołu z Dąbrowy.

## Kluby
| Klub                      | Lata gry  |
| ------------------------- | --------- |
| Wisła Kraków              | 1986−1990 |
| Wisła Kraków              | 1991−1992 |
| Chemik Police             | 1992−1996 |
| Stal Bielsko-Biała        | 1996−1998 |
| Pallavolo Sirio Perugia   | 1998−2001 |
| Volley Bergamo            | 2001−2002 |
| Stal Bielsko-Biała        | 2002−2003 |
| Giannino Pieralisi Volley | 2003−2004 |
| Vicenza Volley            | 2004−2006 |
| Wisła Kraków              | 2006−2008 |
| MKS Dąbrowa Górnicza      | 2008−2010 |
| Trefl Sopot               | 2010−2011 |
| MKS Dąbrowa Górnicza      | 2011−2013 |
| Budowlani Łódź            | 2013−2015 |

## Osiągnięcia

### Klubowe
- Mistrzostwa Polski:
  - 1. miejsce: 1994, 1995, 2003
  - 2. miejsce: 1990, 2011, 2013
  - 3. miejsce: 1988, 1996, 1997, 2010, 2012
- Puchar Polski:
  - Zdobywczyni: 1993, 1994, 1995, 2012, 2013
  - Finalistka: 1996, 1997, 1998
- Superpuchar Polski:
  - Zdobywczyni: 2012
- Mistrzostwa Włoch:
  - 1. miejsce: 2002
- Puchar Włoch:
  - Zdobywczyni: 1999
  - Finalistka: 2002
- Superpuchar Włoch:
  - Finalistka: 2001
- Liga Mistrzyń:
  - 2. miejsce: 2002
- Puchar Zdobywców Pucharów:
  - Zdobywczyni: 2000
  - 3. miejsce: 1994
- Puchar CEV:
  - Finalistka: 2004
  - 3. miejsce: 2001

### Indywidualne
- 2003 – Najlepsza rozgrywająca mistrzostw Europy
- 2012 – Najlepsza rozgrywająca Memoriału Agaty Mróz-Olszewskiej[7]

## Odznaczenia
- Postanowieniem Prezydenta RP z dnia 22 listopada 2005 roku została odznaczona Krzyżem Kawalerskim Orderu Odrodzenia Polski[8].